# Empires Apart
Empires Apart là một game chiến lược thời gian thực do studio DESTINYbit của Ý phát triển và hãng Slitherine phát hành. Empires Apart được phát hành vào ngày 29 tháng 3 năm 2018.

## Lối chơi
Empires Apart cho phép người chơi điều khiển bất kỳ sáu nền văn minh cổ đại nào. Tài nguyên người chơi được dân làng thu thập và có 4 tài nguyên để thu thập bao gồm Gỗ (chủ yếu được sử dụng để xây dựng các công trình và mua cung thủ), Lương thực (chủ yếu được sử dụng để mua dân làng và nâng cấp), Đá (được sử dụng cho các công trình tân tiến và các tòa nhà phòng thủ như pháo đài), Vàng (được sử dụng cho một số đơn vị quân đội và nâng cấp). Hệ thống chiến đấu trong Empires Apart có yếu tố kéo búa bao mạnh mẽ với lính cầm giáo hạ gục kỵ binh, cung thủ hạ gục lính cầm giáo và kỵ binh hạ gục cung thủ. Có nhiều đơn vị khác thay đổi cơ học. Ngoài ra còn có các đơn vị Anh hùng duy nhất cho mỗi phe với khả năng đặc biệt, các linh mục với một loạt các năng lực và khả năng thu thập Thánh tích. Lúc đầu có 5 cổ vật cực mạnh nằm rải rác trên bản đồ. Người chơi sử dụng linh mục để thu thập các thánh tích. Mỗi thánh tích cung cấp phần thưởng tăng sức chiến đấu cho bên nào nắm được quyền kiểm soát nó.

## Đón nhận
Theo trang web tổng hợp kết quả đánh giá Metacritic thì game được chấm với số điểm là 68. Trên powerplay thì game được 7/10 điểm. trong khi PCinvasion chỉ cho có 5/10 điểm.